# Vágó Szilárd
Vágó Szilárd (Constatin Vago) (Debrecen, 1921. május 2. – Alès/Montpellier, 2012. február 6.) magyar–francia biológus, patológus, egyetemi tanár. A Francia Természettudományi Akadémia, a Francia Mezőgazdasági Akadémia, az Európai Tudományos Akadémia és az Indiai Tudományos Akadémia tagja volt. A Debreceni Orvostudományi Egyetem díszdoktora volt.

## Életpályája
1939–1941 és 1942–1943 között a Debreceni Tudományegyetem hallgatója volt, ahol filozófia doktori fokozatot kapott. Tudományos tanulmányait Szent-Györgyi Albert felügyelete alatt folytatta. 1941–1942 között a Szegedi Tudományegyetemen tanult. 1956-ban doktorált Montpellierben. 1957-től az Összehasonlító Patológiai Kutatóközpont igazgatója, valamint a WHO montpellier-i vektorpatológiai kutatóközontjának igazgatója volt. 1964-től a Montpellier-i Tudományegyetem professzora volt. 1975-től a Francia Nemzeti Biológiai Kutató Tanács elnöke volt. 1990-től a Magyar Tudományos Akadémia tiszteletbeli tagja volt.
Megközelítőleg 500 közlemény, könyv, film szerzője az összehasonlító és ökopatológia, illetve az onkológia területén.

## Családja
Szülei: Vágó Vincze és Schibl Fanny voltak. 1944-ben házasságot kötött Sáry Katalinnal. Két gyermekük született: Sylvie (1953) és Philippe (1955).

## Művei
- Invertebrate Tissue Culture (1972)

## Díjai
- Nemzetközi citológiai Isida-díj (1988)
- biológiai El Fasi-díj (1993)
- Pasteur-díj (1996)